# شيغه-رو تاكادا
شيغه-رو تاكادا (باليابانية: 高田繁؛ بالكانا: たかだ しげる) هو لاعب كرة قاعدة ياباني، ولد في 24 يوليو 1945 في أوساكا في اليابان.

## وصلات خارجية
- شيغه-رو تاكادا على موقع الدوري الياباني لكرة القاعدة (الإنجليزية)
- شيغه-رو تاكادا على موقعبيزبول رفرنس.كوم (الدوري الثانوي) (الإنجليزية)